# Гвианская социалистическая партия
Гвианская социалистическая партия (Социалистическая партия Гвианы, фр. Parti socialiste guyanais, PSG) — социалистическая политическая партия во французском заморском регионе Французская Гвиана в Южной Америке.

## История
Была основана в 1956 году Жюстином Катайе, ранее основателем Гвианской федерации Французской секции Рабочего интернационала (СФИО). Это отдельная партия, которую не следует путать с местной федерацией французской Социалистической партии. Например, на выборах в Европарламент 2004 года PSG поддержала список «Экология Европы — Зелёные», а не Соцпартии.
Кандидат от ПСЖ Габриэль Сервиль получил одно из двух депутатской мест от Французской Гвианы в Национальной ассамблее Франции в 2012 году, второе место в 2007—2017 годах занимала ещё одна левоцентристская депутатка Шанталь Бертло, не входящая в PSG, но поддержанная коалицией при участии этой партии.
До 2010 года PSG была основной партией в региональном совете Французской Гвианы, а затем представительство её упало с 17 мандатов до 1 из 31. С тех пор он контролирует только муниципалитет Кайенны. Гвианская социалистическая партия как таковая не участвовала в первых выборах в Ассамблею Гвианы в декабре 2015 года после слияния департамента и региона, а поддерживаемый ею коалиционный список, возглавляемый депутатом Шанталь Бертло от разных левых, получил лишь 8,49 % и выбыл в первом туре.
Родольф Александр, тогдашний первый вице-мэр Кайенны, уже поддерживавший правых кандидатов на общефранцузском уровне, был исключён из партии в январе 2008 года за представление списка против действующего мэра от PSG. Он выиграл муниципальные выборы 2008 года и стал мэром, затем выиграл региональные выборы 2010 года и стал президентом Регионального совета, а также Ассамблеи Гвианы 2015 года.
На посту мэра административной столицы его в 2010 году сменила Мари-Лора Финера-Орт, также длительное время представлявшая гвианских социалистов. Однако в 2016 году Финера-Орт основала самостоятельную партию «Новые силы Гвианы».

## Результаты выборов

### Французские парламентские выборы
Французская Гвиана с 1988 года направляет в Париж двух депутатов (ранее только одного). Перед выборами 2012 года границы избирательных округов были существенно изменены.
| Год      | Избирательный округ | Кандидат от партии | % голосов (первый тур) | % голосов (второй тур) |
| 2002     | 1                   | Жозеф Никез        | 15,58 %                | выбыл                  |
| 2002     | 2                   |                    |                        |                        |
| 2007     | 1                   | Антуан Карам       | 16,82 %                | выбыл                  |
| 2007     | 2                   | нет                | -                      | -                      |
| 2012     | 1                   | Габриэль Сервиль   | 28,23 %                | 54,70 %                |
| 2012     | 2                   | нет                | -                      | -                      |
| 2017 год | 1                   | Габриэль Сервиль   | 29,77 %                | 51,33 %                |
| 2017 год | 2                   | нет                | -                      | -                      |
| 2018 год | 2                   | Давид Рише         | 10,08 %                | выбыл                  |

### Выборы в Ассамблею Гвианы
На первых выборах в Ассамблею Гвианы в декабре 2015 года партия участвовала не как таковая, а в общем списке Cultiver la Guyane, возглавляемом депутатом Шанталь Бертело от партии «Левые в Гвиане» (AGEG). Список получил 8,49 % голосов в первом туре, что ниже порога в 10 %, необходимого для выхода во второй тур. Только два списка могли претендовать на участие во втором туре, и оба их лидера отказались от любого слияния со списками, которые получили от 5 % до 10 % в первом туре, таким образом исключив из нового собрания гвианских социалистов, а также все другие партии, представленные до сих пор в парламенте: AGEG, Вальвари (партия Кристианы Тобиры), MDES и LR.

### Региональные выборы
| Год      | % голосов | Места     |
| 1986 год | 42,2      | 15/31     |
| 1992 год | 39,6      | 16/31     |
| 1998 год | 28,1      | 31 ноября |
| 2004 г.  | 22,5      | 17/31     |
| 2010     | (6.14)    | 1/31      |

## Избранные на должности

### Депутаты
Единый избирательный округ
- Жюстин Катайе (1958—1962, умер на посту)
- Леопольд Эдер (1962—1967)
- Эли Кастор (1981—1986)

Два округа
- Эли Кастор (округ 1, 1986—1993)
- Габриэль Сервиль (округ 1, 2012—2017)

### Генеральный совет
Французская Гвиана, как и любой другой французский департамент, располагала Генеральным советом с 1946 года по 1 января 2016 года, когда его заменила Ассамблея Гвианы. 19 членов совета избирались сроком на шесть лет, но выборы проводились каждые три года в половине кантонов. От партии туда в разное время избирались 22 представителя.

### Мэры Кайенны
- Леопольд Эдер (март 1965 — июнь 1978, умер на посту)
- Жерар Олдер (июнь 1978 г. — июнь 1995 г.)
- Жан-Клод Лафонтен (июнь 1995 г. — март 2008 г.)
- Мари-Лора Финера-Орт (апрель 2010—2020 гг.)

### Другие мэры
Во Французской Гвиане 22 муниципалитета, в одиннадцати из которых хотя бы раз с 1971 года был мэра от партии, а в семи, включая Кайенну, все ещё были такие мэры и после муниципальных выборов 2014 года.
- Серж Адельсон, мэр Сент-Эли (1971—1983), затем Макурии (1983—2012)
- Эли Кастор, мэр Синнамари (1977—1996)
- Пол Долянки, мэр Апату (2008-)
- Жорж Эльфор, мэр Сен-Жоржа (1994—1998, 2014-)
- Жан-Марсель Ганти, мэр Ремир-Монжоли (2007-)
- Пол Мартен, мэр Гранд-Санти (2001-)
- Жорж Пасьен, мэр Маны (1989-), сенатор с 2008 года.
- Пол Суитман, мэр Камопи (1985—1992)
- Габриэль Сервиль, мэр Матури (2014-), депутат с 2012 года.
- Раймон Тарси, мэр Сен-Лоран-дю-Марони (1971—1983)